# ラッド礁

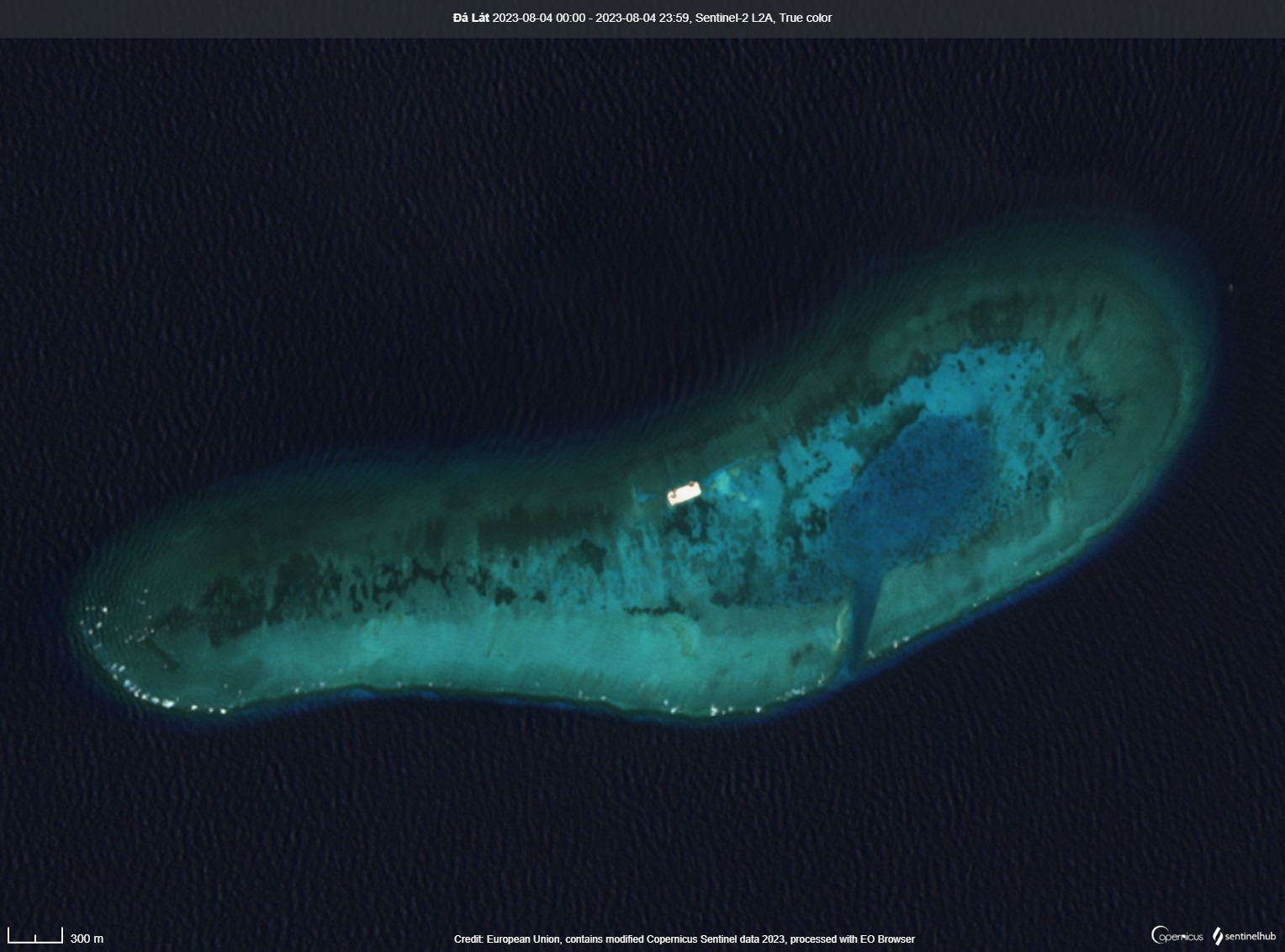
ラッド礁

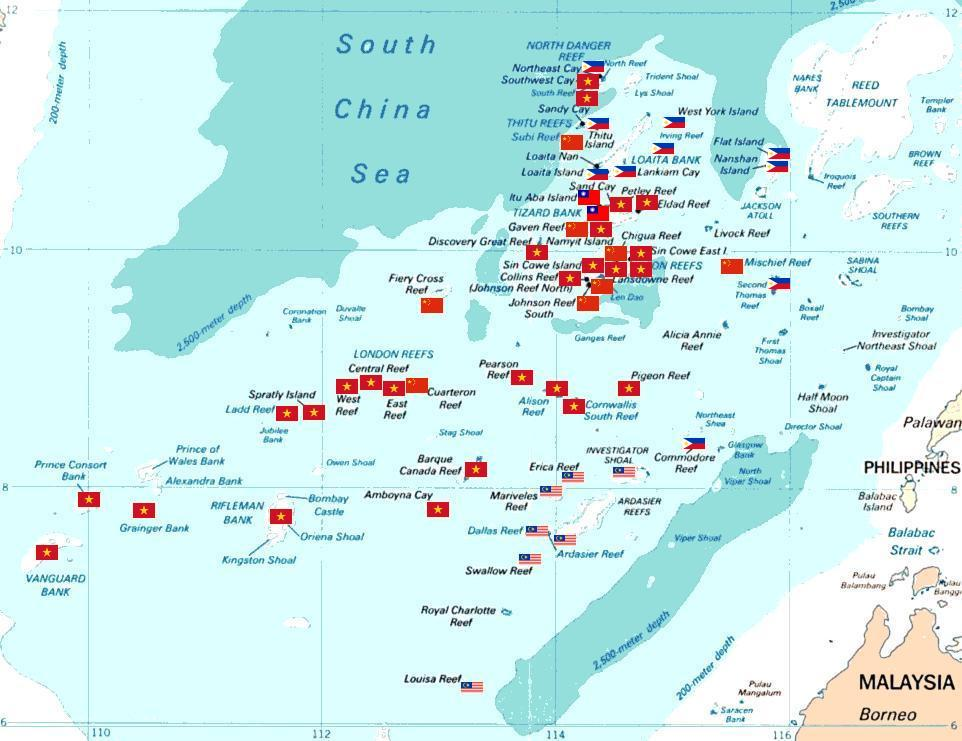
南沙諸島の実効支配状況

ラッド礁（ラッドしょう、英語: Ladd Reef、ベトナム語：Đá Lát / 𥒥辣、中国語: 日積礁）は、南沙諸島にある環礁である。

## 地理
ロンドン群礁（英語: London Reefs、中国語: 尹庆群礁）西部の環礁の一つである。スプラトリー島（南威島）から西に12海里離れている。高潮時には完全に水没する。

## 領有
1988年からベトナムがこの礁を実効支配しているが、中華人民共和国と中華民国（台湾）も主権を主張している。
ベトナムは、灯台と兵士が滞在できる小規模な施設を建設しており、2016年には外海と礁湖の間に水路を掘るための浚渫作業を開始している。

## 中国名
中国では、日積礁と呼ぶほか、風水羅盤でスプラトリー島（南威島）から“乙辛”の方向に位置することから西頭乙辛という別称もある。